# Här ligger landet
Här ligger landet, Upplandssången, är en svensk patriotisk sång med text av Olof Thunman och musik av Oscar Solén. Sången är Uplands nations "nationssång" och sjungs vid de flesta gasquer på Uplands nation.

## Sångtext
1. Här ligger landet, landet med ära,
sagornas, minnenas, löftenas trakt.
Hembygd, din fana glada vi bära,
fladdre den högt emot skyarnas jakt!
:// Sjung den som kan det:
Här ligger landet,
Uppland, ((eller Sjung om,)) vår hembygd med skördar och järn. ://
2. Här just om våren lärkorna sjunga
så som man aldrig på jorden det hör,
medan kring slätten skogarna gunga,
väckta till jubel av vindarnas kör.
Sjung den som kan det...
3. Här just om hösten tegarna bära
gyllene vete och gungande råg,
medan den bleka höstmånens skära
lyser de flyktande svanornas tåg.
Sjung den som kan det...
4. Var vi än vandra långt bort i världen,
vart vi än stäva på levnadens ström,
styr dock vår tanke jublande färden
hit till vår hembygd i längtan och dröm.
Sjung den som kan det...